# Holčičí parta
Holčičí parta (v originále Bande de filles) je francouzský dramatický film z roku 2014, který režírovala Céline Sciamma podle vlastního scénáře. Snímek měl světovou premiéru na filmovém festivalu v Cannes dne 15. května 2014.

## Děj
Film se skládá z pěti částí o postavení žen v současné francouzské společnosti.
1. Epizoda
Mladé dívky hrají americký fotbal. Když se vrátí do své čtvrti na pařížském předměstí,  Marieme se seznámí s Ismaëlem, kamarádem svého staršího bratra Djibrila. Druhý den jde Marieme s dalšími dívkami do Forum des Halles, kde vyprovokují prodavačku, která zřejmě Marieme podezírá z krádeže.
2. Epizoda
Marieme se spřátelí s dívkami a změní kvůli tomu svůj styl oblékání a chování, dokonce vymáhá peníze od studentky před školou. Dívky si za peníze pronajmou hotelový pokoj, kde spolu pijí, kouří vodní dýmku a zkoušejí si oblečení, které ukradly. Ismaël a Marieme se sbližují, ale mladík s ní nechce chodit, protože je kamarádem jejího bratra Djibrila.
3. Epizoda
Marieme se nadále schází se svými novými kamarádkami a pokračuje ve svém tajném vztahu s Ismaëlem a dokonce se odváží přijít  k němu v noci domů, aby se s ním poprvé milovala.
4. Epizoda
Marieme trpí urážkami od Djibrila, který se dozvěděl o jejím vztahu s Ismaëlem. Na útěku před bratrem se uchýlí do restaurace rychlého občerstvení, kde ji osloví Abou. Rozhodne se utéct z domova a pracovat pro Abou. Marieme stráví poslední večer se svými přáteli.
5. Epizoda
Marieme začne nový život. Chodí na pařížské večírky, aby jménem Aboua doručovala objednávky na drogy. Žije se spolubydlící prostitutkou, pro kterou je Abou pasákem. Stále se schází s Ismaëlem. Jednoho večera jde na večírek organizovaný v Abouově domě. Když ji chce Abou násilím políbit, Marieme uteče. Najde útočiště u Ismaëla, který jí nabídne, ať žije s ním provdá se za něj. Marieme odpoví, že tohle není život, o kterém sní. Další den se hodlá vrátit domů, ale nakonec změní názor.

## Obsazení
| Karidja Touré      | Marieme, neboli Vic            |
| Assa Sylla         | Sophie, neboli Lady            |
| Lindsay Karamoh    | Adiatou                        |
| Mariétou Touré     | Fily                           |
| Idrissa Diabaté    | Ismaël                         |
| Simina Soumaré     | Bébé, mladší sestra Marieme    |
| Cyril Mendy        | Djibril, starší bratr Marieme  |
| Djibril Gueye      | Abou                           |
| Dielika Coulibaly  | Monica, prostitutka            |
| Binta Diop         | Asma, matka Marieme            |
| Chance N'Guessan   | Mini, nejmladší sestra Marieme |
| Rabah Nait Oufella | Kader, řidič Marieme           |
| Damien Chapelle    | Cédric                         |
| Nina Mélo          | Caidy                          |

### Ocenění
- Mezinárodní filmový festival v San Sebastiánu: cena TVE Otra Mirada
- Stockholmský mezinárodní filmový festival: Bronzový kůň za nejlepší film a nejlepší kameru (Crystel Fournier)
- Filmový festival ve Filadelfii: zvláštní cena poroty
- Cena Women Film Critics Circle: nejlepší film neuvedený v kinech v režii žen nebo o ženách
- Elle Cinema Grand Prix: ženská naděje pro Karidju Touré , nominace na cenu čtenářské poroty
- Lumières: zvláštní ocenění; nominace v kategoriích nejlepší film, nejlepší režie a nejnadějnější herečka (Karidja Touré)
- International Cinephile Society Awards: nejlepší film neuvedený v roce 2014
- Black Reel Awards: nejlepší zahraniční film
- Chlotrudis Awards: nejlepší herečka (Karidja Touré) a nejlepší střih (Julien Lacheray)
- César: nominace v kategoriích nejlepší režie (Céline Sciamma), nejslibnější herečka (Karidja Touré), nejlepší zvuk (Pierre André, Daniel Sobrino) a nejlepší hudba (Jean-Baptiste de Laubier)
- British Independent Film Awards: nominace na nejlepší zahraniční nezávislý film
- Independent Spirit Awards: nominace na nejlepší zahraniční film
- Chlotrudis Awards: nominace na nejlepší film a nejlepší použití hudby ve filmu (Jean-Baptiste de Laubier)
- Alliance of Women Film Journalists: nominace na cenu EDA Female Focus pro nejlepšího režiséra
- Australian Film Critics Association: nominace na nejlepší mezinárodní film v cizím jazyce
- Black Reel Awards: nominace na nejlepší herečku (Karidja Touré) a nejnadějnější herečku (Assa Sylla)